# Arriva Nitra

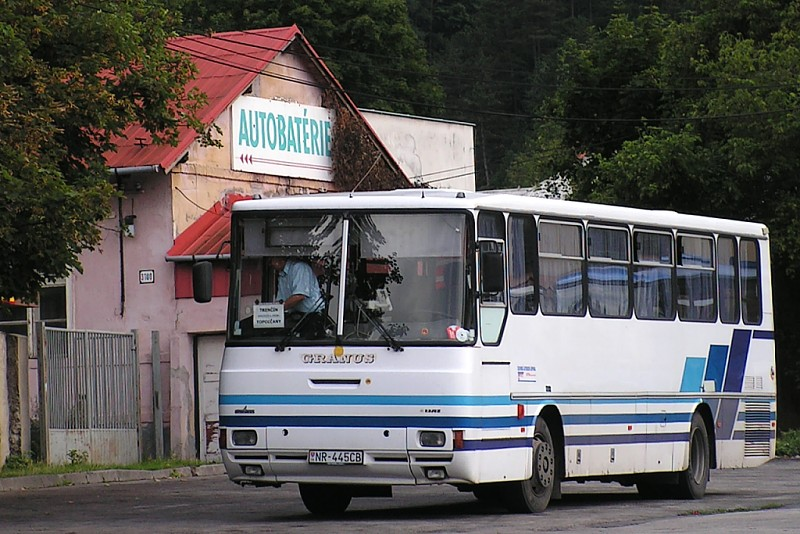
Autobus Granus H10-11 dopravce Veolia Transport Nitra v Trenčíně, srpen 2006

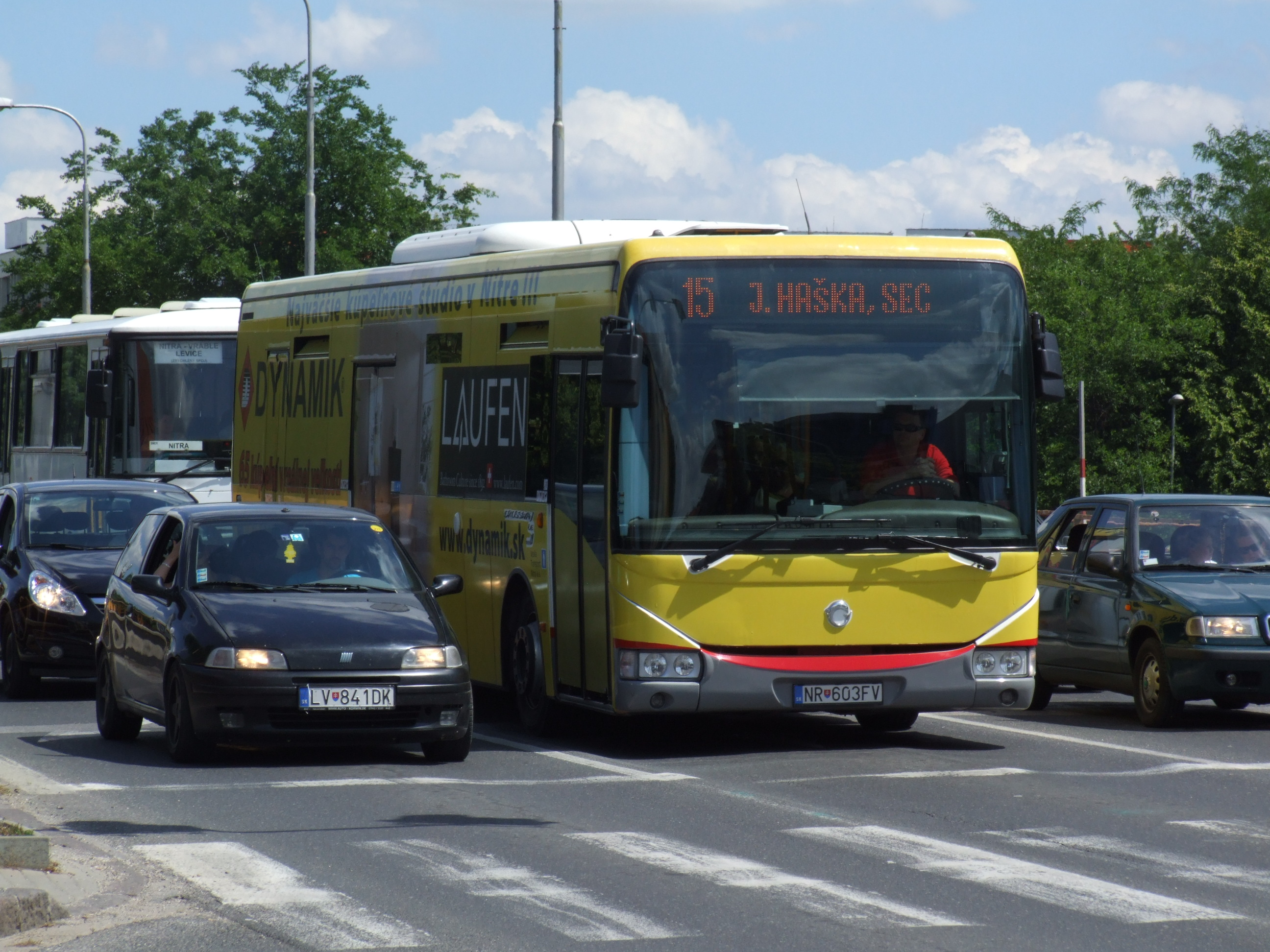
Irisbus Crossway LE na lince MHD v Nitře č. 15, červen 2012

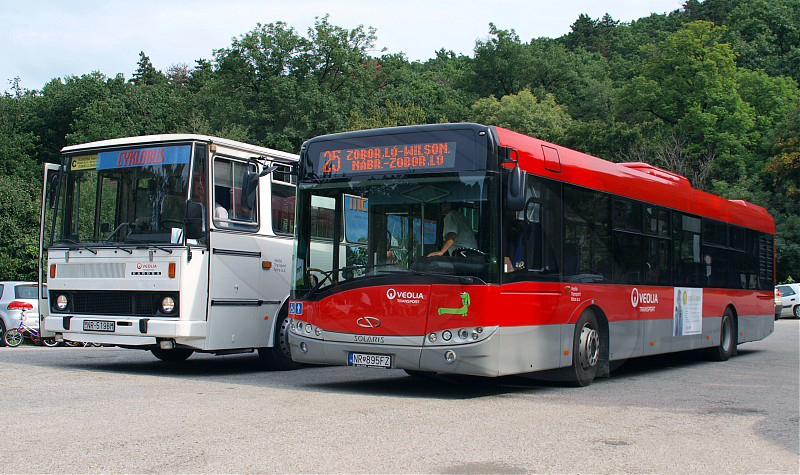
Solaris Urbino 12 na lince MHD č. 25 a Karosa B 731 na lince cyklobusu v Nitře, srpen 2011

Arriva Nitra a.s., do června 2013 Veolia Transport Nitra a.s., do konce června 2008 SAD Nitra a.s. je slovenský autobusový dopravce z Nitry působící zejména v městské a příměstské autobusové dopravě. Asi 60% podíl vlastní skupina Arriva, zbylých 39,521 % slovenský stát. Od června 2013 je součástí skupiny Arriva, z níž je během roku 2014 postupně formována skupina Arriva Slovensko.

## Historie
Dopravní závod 807 ČSAD spadal od roku 1963 pod krajský národní, od června 1989 státní podnik Československá štátna automobilová doprava, Bratislava. Původně pod něj patřila i provozovna Zlaté Moravce, která byla (nejpozději při proměně národních podniků na státní podniky) vyčleněna jako samostatní dopravní závod 823.
Pod nynější podnik patří někdejší dopravní (později odštěpné) závody:
- 807 Nitra (ČSAD Bratislava š.p., OZ 807 Nitra)
- 810 Topoľčany
- 824 Vráble
- 823 Zlaté Moravce

Do roku 1989 byly tyto závody součástí podniku Československá automobilová doprava Bratislava, národný podnik (ČSAD Bratislava n.p.), roku 1989 byl podnik transformován na státní podnik (ČSAD Bratislava š.p.), v roce 1994 přejmenován na Slovenská autobusová doprava Bratislava, štátny podnik (SAD Bratislava š.p.). V roce 1996 byly jednotlivé dopravní závody přetvořeny na samostatné státní podniky:
- Slovenská autobusová doprava Nitra, štátny podnik (SAD Nitra, š.p.)
- Slovenská autobusová doprava Topoľčany, štátny podnik (SAD Topoľčany, š.p.)
- Slovenská autobusová doprava Vráble, štátny podnik (SAD Vráble, š.p.)
- Slovenská autobusová doprava Zlaté Moravce, štátny podnik (SAD Zlaté Moravce, š.p.)

K 1. lednu 2000 byl podnik SAD Nitra š.p. opět sloučen s podniky SAD Topoľčany š.p. a SAD Zlaté Moravce š.p.
V letech 2001 a 2002 Slovenská republika transformovala státní podniky SAD na akciové společnosti – podnik Slovenská autobusová doprava Nitra, akciová spoločnosť (SAD Nitra, a.s.) vznik k 1. lednu 2002 – a v letech 2002 až 2005 stát privatizoval většinový podíl v 17 společnostech SAD, včetně SAD Nitra.
20. ledna 2006 Fond národního majetku Slovenské republiky vyhlásil veřejnou soutěž na prodej zbylých minoritních akciových podílů čtyř společností SAD. V SAD Nitra v té době státní podíl činil 39,521 %. Výsledky soutěže měly být vyhlášené do 30. dubna 2006. Tento podíl však stát vlastnil ještě v roce 2010.
Smlouvou z 10. května 2006 společnost Connex Central Europe, vlastněná v té době společností Veolia Transport SA, získala 100% podíl ve společnosti KMV Bus, která vlastnila 60% podíl ve společnosti SAD Nitra a.s. Protimonopolní úřad SR přezkoumával, zda nejde o nepovolenou koncentraci, a s účinností od 22. srpna 2006 řízení zastavil s tím, že nejde.
V roce 2005 SAD Nitra hospodařila s čistým ziskem 9,6 milionů Sk. Tržby činily 422,6 milionů Sk, výrobní spotřeba 315 miliónů Sk, přidaná hodnota 107,5 miliónu Sk. Počet přepravených osob byl téměř 36,5 miliónů, z toho více než 17,7 miliónů v příměstské dopravě, ostatní v městské dopravě v Nitře. SAD Nitra provozovala asi 300 autobusů a zaměstnávala 525 lidí.
K 1. červenci 2008 byla SAD Nitra a.s. přejmenována na Veolia Transport Nitra a.s., současně byla sesterská KMV s.r.o. přejmenována na Veolia Transport Services s.r.o.
Generálním ředitelem v roce 2013 je Ing. Juraj Kusy.
V roce 2013 Arriva získala Veolia Transport Central Europe (VTCE), následkem čehož dosavadní slovenské společnosti Veolia Transport byly v červnu 2013 rebrandovány na značku Arriva. Společnost Veolia Transport Nitra a.s. v souvislosti s převzetím skupinou Arriva přejmenována na Arriva Nitra a.s. a Veolia Transport Services s.r.o. přejmenována na Arriva Transport Services s.r.o.

## Organizace a doprava
Organizačně se podnik dělí na provozní oblast Nitra a provozní oblast Zlaté Moravce a Topoľčany.
Dopravce provozuje městskou autobusovou dopravu ve městech Nitra (28 linek), Topoľčany (3 linky), Zlaté Moravce (3 linky) a Vráble (1 linka). Sezónní cyklobus v Nitře spojuje sídliště s odpočinkovými zónami ve městě. V MHD Nitra přepraví Arriva Nitra téměř 16 milionů cestujících ročně.
Dále provozuje příměstskou autobusovou dopravu v oblastech Nitra (40 linek), Zlaté Moravce (31 linek) a Topoľčany (24 linek). Pro Nitranský kraj dopravce provozuje 93 příměstských linek, na nichž najezdí více než 10 milionů kilometrů ročně a přepraví kolem 12 milionů cestujících.
Dálkovou dopravu provozuje pod jménem své cestovní kanceláře NITRAVEL s.r.o. (do června 2013 CK Veolia Transport) na 5 linkách:
- 406501 Topoľčany – Nitra – Sereď – Bratislava
- 403432 Zlaté Moravce/Vráble - Nitra - Sereď - Bratislava
- 403503 Nitra / Zl. Moravce - Prievidza - Žilina / Martin - Dolný Kubín
- 403504 Nitra - Zlaté Moravce - Zvolen - Banská Bystrica - Liptovský Mikuláš - Poprad
- IC BUS 403444 Nitra - Trnava

Na dálkové linky nasazuje autobusy Irisbus Crossway, MAN Lion´s Regio, MAN Lion´s Coach a SOR C 12, Sor C 10,5. NITRAVEL zajišťuje i zájezdovou dopravu.
Arriva Nitra a.s. provozovala v roce 2013 autobusovou MHD ve městech Nitra, Topoľčany, Zlaté Moravce a Vráble, regionální dopravu na 95 linkách a dálkovou dopravu na 8 linkách.

## Vozový park
V roce 2005 SAD Nitra provozovala asi 300 autobusů. V roce 2013 provozovala Arriva Nitra kolem 320 autobusů.
Dopravce v roce 2006 provozoval řadu autobusů na zemní plyn, a to plynové Karosy, Ekobusy a jeden nízkopodlažný plynový Mercedes, Testoval též plynový TEDOM Kronos 123.
V únoru 2009 bylo do vozového parku na 12letý leasing dodáno 9 kloubových autobusů SOR NB 18, kterými bylo nahrazeno 9 kloubových ikarusů z roku 1974.
Od roku 2009 je ve vozovém parku MHD 13 kloubových autobusů Van Hool.
Začátkem roku 2010 bylo dodáno 8 autobusů SOR C 12, určených pro příměstské linky, přičemž 5 starých autobusů vyřadila. V té době provozovala 195 autobusů v příměstské dopravě a 93 v MHD Nitra. Průměrný věk autobusů se tím snížil na 13,8 roku a do roku 2015 chtěl generální ředitel snížit věk autobusů na 8 až 8,5 roku. V lednu 2011 bylo dodáno 11 autobusů SOR C 12, rovněž pro příměstskou dopravu. V srpnu 2013 společnost koupila dalších 24 autobusů SOR, z toho 15 pro příměstskou a 9 pro městskou dopravu. Společnost tím dosáhla 98% podíl nízkopodlažních vozidel ve vozovém parku MHD (bariérová je již pouze jedna kloubová Karosa a několik Karos řady 900). Současně s vyřazením nejstarších vozidel (starých 16 až 20 let) se tak průměrné stáří snížilo na 7,6 roku v městské dopravě a 9,89 roku v příměstské dopravě.

## Autobusová nádraží
Arriva Nitra provozuje autobusová nádraží ve městech Nitra, Topoľčany, Zlaté Moravce a Vráble.